# Andries Pretorius
Andries Wilhelmus Jacobus Pretorius (27 de novembre de 1798 - 23 de juliol de 1853) fou un líder dels bòers que contribuí decisivament a la creació de la República de Transvaal, així com de l'efímera República del Natal a l'actual Sud-àfrica.
Originàriament era on granger bòer de Graaff-Reinet a la Colònia del Cap, i descendent d'un dels pobladors neerlandesos més antics a Sud-àfrica, va deixar la seva casa i es va unir al Gran Trek. De viatge cap al posterior Estat Lliure d'Orange, va creuar els Drakensberg a la Regió de Natal, arribant-hi el novembre de 1838, quan els emigrants eren mancats d'un líder reconegut. Pretorius va ser escollit immediatament comandant general i ràpidament va reclutar una força per a venjar les morts de Piet Retief i el seu grup, que havien estat assassinats pel rei zulu Dingane ade manera traïdora. El 16 de desembre de 1838, la força de Pretorius (aproximadament 500 homes) va ser atacada per més de 10.000 zulus, que van ser rebutjats amb una pèrdua de 3.000 homes en el que es va conèixer com la batalla de Blood River. El dia serà recordat com a Dia de Dingane pels afrikaners fins a 1910, quan va fou reanomenada com a Dia de la Promesa i reconeguda com a festa nacional pel primer govern sud-africà. Després de la caiguda de l'apartheid el 1994, es conservà com a diada nacional com un acte de conciliació amb els afrikaners, però fou rebatejat com a Dia de la Reconciliació. El gener de 1840, Pretorius, juntament amb un grup de 400 burghers, va ajudar Mpande en la seva rebel·lió contra el seu germanastre Dingane. Va ser també un líder dels bòers de Natal en la seva oposició als britànics.
En 1842, va assetjar la petita guarnició britànica a Durban, però es va retirar a Pietermaritzburg quan arribaren els reforços del coronel Josias Cloete. Després, va exercir la seva influència amb els bòers a favor de l'arribada d'una solució pacífica amb els britànics. Va romandre a Natal com súbdit britànic, i en 1847 fou escollit pels grangers bòers d'allí per a presentar els seus greuges davant el governador de la Colònia del Cap per l'afluència d'immigració contínua de nadius als quals els eren adjudicats emplaçaments en perjudici dels reclams bòer de terres. Pretorius va anar a Grahamstown a fi de buscar a una audiència amb el governador, Sir Henry Pottinger, no obstant això va rebutjar veure Pretorius o rebre qualsevol comunicació d'ell.
Pretorius va tornar A Natal determinat a abandonar la seva granja i emprendre una vegada més el viatge més enllà dels dominis britànics. Amb considerables seguidors, es disposava a creuar els Drakensberg quan Sir Harry Smith, el nou governador del Cap, va arribar el campament dels emigrants al riu Tugela el gener de 1848. Smith va prometre protecció als grangers dels nadius i va persuadir-ne molts del grup a romandre, però Pretorius va marxar, i, amb la proclamació de la sobirania britànica fins al riu Vaal, va fixar la seva residència a Magaliesberg, al nord d'aquell riu. Fou escollit comandant general, i a petició dels bòers de Winburg, va creuar el Vaal el juliol i va ocupar Bloemfontein el 20 de juliol. A l'agost, va ser derrotat a Boomplaats per Smith i es va retirar al nord del Vaal, on fou escollit comandant general de Potchefstroom i Rustenburg; el seu principal rival era el comandant general A. H. Potgieter. En 1851, fou reclamat pels bòers descontents del riu Orange i pel cap basotho Moshoeshoe I, i va anunciar la seva intenció de creuar el Vaal per a 'restaurar l'ordre'. El seu objecte, no obstant això, era obtenir un reconeixement de la independència dels bòers del Transvaal dels britànics. El gabinet britànic, que havia decidit una política d'abandó, es va interessar en l'oferta de Pretorius, i la recompensa de 2000 lliures per la seva captura, que s'havia ofert després de la batalla de Boomplaats fou retirada. Pretorius es va trobar amb els comissaris britànics en una granja prop del riu Sand, i el 17 de gener de 1852 van concloure la convenció per la qual va ser reconeguda per Gran Bretanya la independència dels bòers del Transvaal
Pretorius va creuar novament el riu Vaal i el 16 de març es va reconciliar amb Potgieter a Rustenburg. Els seguidors d'ambdós dirigents van aprovar la convenció, encara que el partit de Potgieter no hagués estat representat. En el mateix any, Pretorius visità Durban per a facilitar l'obertura del comerç entre Natal i la nova república. En 1852, també va intentar tancar el camí a l'interior per Betxuanalàndia i va enviar a un comando a la frontera occidental contra Sechele. Durant aquesta expedició la casa de David Livingstone a Kolobeng va ser saquejada. Pretorius va morir en la seva casa de Magaliesberg el juliol de 1853. És descrit per Theal com "el líder més competent i el representant més perfecte dels Grangers Emigantes." En 1855, es formaren n nou districte i una nova ciutat amb els districtes de Potchefstroom i Rustenburg pel seu fill, Marthinus Wessel Pretorius, i la van cridar Pretòria en honor del difunt Comandant General. Marthinus Wessel Pretorius va ser també el primer president de la República de Transvaal.